# Неотрицательная матрица
В математике неотрицательная матрица — это матрица, элементы которой больше или равны нулю:
{\displaystyle \mathbf {X} \geq 0,\qquad \forall i,j\,x_{ij}\geq 0.}
Положительная матрица — это матрица, элементы которой строго больше нуля:
{\displaystyle \mathbf {X} >0,\qquad \forall i,j\,x_{ij}>0.}
Любая стохастическая матрица (матрица переходных вероятностей для цепи Маркова) является неотрицательной.
Положительную матрицу не стоит путать с положительно определённой матрицей.
Матрица, которая одновременно является неотрицательной и неотрицательно определённой, называют вдвойне неотрицательной матрицей.
Собственные значения и собственные вектора квадратной положительной матрицы описываются теоремой Фробениуса-Перрона.

## Обратные матрицы
Матрица, обратная любой невырожденной M-матрице, является неотрицательной матрицей. Если невырожденная M-матрица является симметричной, то полученная обратная матрица называется матрицей Стильтьеса.
Неотрицательная матрица имеет неотрицательную обратную тогда и только тогда, когда она является неотрицательной мономиальной матрицей.

## Применение
Неотрицательные матрицы возникают при изучении стохастических, бистохастических матриц, а также участвуют в формулировке ряда теорем.